# Lokomotivfabrik der StEG

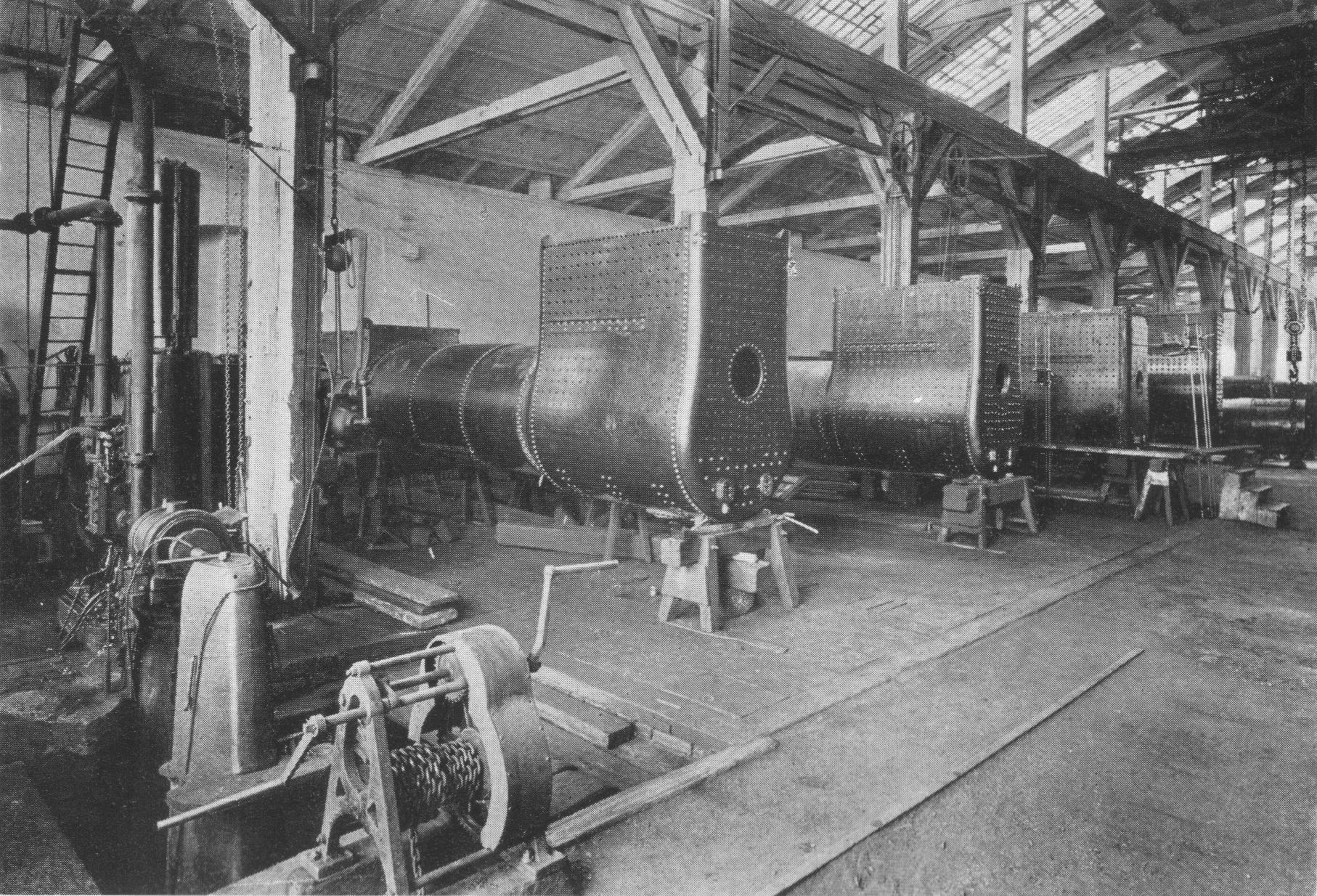
Un reparto costruzione caldaie per locomotive della StEG nel 1906.

La Lokomotivfabrik der StEG fu la prima fabbrica di locomotive Austro-ungarica. Fondata nel 1839 fu una delle più significative produttrici di locomotive dell'area centro europea.
La fabbrica iniziò la sua produzione nel 1839 per conto della Raaber Bahn (Ostbahn) con macchinari ed impianti per lo più di costruzione inglese.  Le prime locomotive a vapore e i primi vagoni, i primi costruiti in Austria vennero consegnati nel 1840.
Nel 1855 la fabbrica passò sotto il controllo dello stato assumendo il nome di k.k. landesbefugte Maschinen-Fabrik in Wien der privilegirten österreichisch-ungarischen Staats-Eisenbahn-Gesellschaft (Lokomotivfabrik der StEG) che l'ampliò ulteriormente.
Produsse un gran numero di locomotive anche di grandi dimensioni con rodiggio anche di sei assi accoppiati.
A causa della sconfitta austriaca nella prima guerra mondiale subì la perdita di molti dei clienti precedenti limitando la propria produzione alle esigenze interne. Un numero consistente di locomotive entrate nel parco delle Ferrovie dello Stato italiane dopo il 1918 era stato costruito dalla StEG. Nel 1930 chiuse i battenti.